# Довге (Казахстан)
До́вге (каз. Долгое) — село у складі Павлодарської міської адміністрації Павлодарської області Казахстану. Входить до складу Кенжекольського сільського округу.
Населення — 351 особа (2021; 274 у 2009, 330 у 1999, 311 у 1989).
Національний склад станом на 1989 рік:
- казахи — 74 %